# Mamo
Mamo est l'une des deux divisions territoriales et statistiques dont l'unique paroisse civile de la municipalité d'Independencia dans l'État d'Anzoátegui au Venezuela. Sa capitale est Carapa.

## Géographie

### Démographie
Hormis Carapa, ville autour de laquelle s'articule la division territoriale et statistique, cette dernière possède plusieurs localités :
- Botalón
- Carapa
- Castillito
- El Chucuto
- El Amparo
- Juasjuillal
- La Tigra
- Las Mayitas
- Los Algodones
- Macapaima
- Mamo Abajo
- Mamo Arriba
- Palital
- Paso de Mamo